# Trinity Records
Trinity Records była wytwórnia muzyczna z siedzibą w Hongkong. Publikacje na lata 2002–2010 są udokumentowane na stronie Discogs. Katalog zawiera również nagrania europejskich grup muzycznych licencjonowanych specjalnie na rynek azjatycki.

## Wybrani artyści związani z wytwórnią
- Bloodbath
- Carnal Grief
- Chthonic
- Dissection
- National Napalm Syndicate
- Orphaned Land
- Swallow the Sun